# 我的筍盤男友
《我的筍盤男友》（英語：You Are the One）是一部2020年上映的香港賀歲愛情電影，由英皇電影出品，葉念琛執導，陳家樂、李靖筠、林盛斌及孫慧雪主演。

## 剧情大綱
年輕有為的股壇狙擊手馬奮（陳家樂飾）身份神秘且行蹤低調，而在他的字典裡從來沒有「失敗」二字。故事由馬奮遇上阿寶（李靖筠飾）開始，彼此人生出現了戲劇性的變化，一個灰姑娘無端闖進有錢人世界的歷險故事亦逐漸展開。

## 演員

### 主要演員
| 演員   | 角色   | 備註     |
| 陳家樂 | 馬奮   |          |
| 李靖筠 | 鍾家寶 |          |
| 林盛斌 | 金水   |          |
| 孫慧雪 | 仙姐   |          |
| 岑珈其 | 牛榮   | 牛蓮之兄 |

### 其他演員
| 演員   | 角色       | 關係/暱稱        |
| 郭奕芯 | 牛蓮       | Pauline 牛榮之妹 |
| 吳家麗 | 馬太       | Sabrina 馬奮之母 |
| 倪晨曦 | Susan Kwan | 馬奮之前女友     |
| 王卓淇 | Kay        | 馬奮之下屬       |
| 黃山怡 | 細蓉       | 馬奮之下屬       |
| 林盛斌 | 金水       | 馬奮之下屬       |
| 張建聲 | 貴利東     | 高利貸           |
| 莊思敏 | Lin姐      | 財經節目主持     |
| 衛志豪 | Calvin     |                  |
| 路芙   | Dr. Nam    | 醫生             |
| 戴耀明 | 徐先生     |                  |
| 麥玲玲 | 青姐       |                  |
| 趙詠瑤 | Lulu       |                  |
| 馬俊怡 | Angel      |                  |
| 謝芷倫 | Kay        | 馬奮之管家       |
| 區永權 | Henry      |                  |
| 阮兒   | Janet      | 富家女           |
| 陳婉衡 | Bella      | 富家女           |
| 麥芷誼 | Liza       | 富家女           |
| 陳欣妍 | Kitty      |                  |
| 謝可逸 | 大隻西     | 貴利東之手下     |
| 楊曉穎 | 車路士     |                  |

## 電影歌曲
- 『高攀愛』（主題曲）
  - 作詞：張楚翹、葉念琛
  - 作曲：李靖筠、Tony Huen、Jimmy Fung
  - 編曲：Johnny Yim
  - 監製：廖志華、譚健文
  - 主唱：李靖筠

- 『高攀愛』合唱版（主題曲）
  - 作詞：張楚翹、葉念琛
  - 作曲：李靖筠、Tony Huen、Jimmy Fung
  - 編曲：Johnny Yim
  - 監製：廖志華、譚健文
  - 主唱：李靖筠、陳家樂

## 資料來源
1. ↑  . 明報新聞網. 2020-01-30  [2020-01-30]. （原始内容存档于2020-01-30）.
2. ↑  . am730. 2020-01-24  [2020-01-30]. （原始内容存档于2021-07-13）.
3. ↑  . 香港經濟日報. 2020-01-10  [2020-01-30]. （原始内容存档于2020-01-30）.
4. ↑  . 香港01. 2020-01-04  [2020-01-30]. （原始内容存档于2020-01-30）.
5. ↑  . 雅虎香港.   [2020-01-30]. （原始内容存档于2020-09-24）.

## 外部連結
- 香港影庫上《我的筍盤男友》的資料（繁體中文）